# Корчайк
Корчайк (арм. Կորճայք, Korčayk῾ — произношение: [koɹʧˈɑjkʰ] (древнеарм.), [koɾʧˈɑjkʰ] (вост.-арм.), [ɡoɾʤˈɑjkʰ] (зап.-арм.), также Korček῾) — один из ашхаров (провинций) Великой Армении, горная область, находившаяся на юге страны.

## Описание

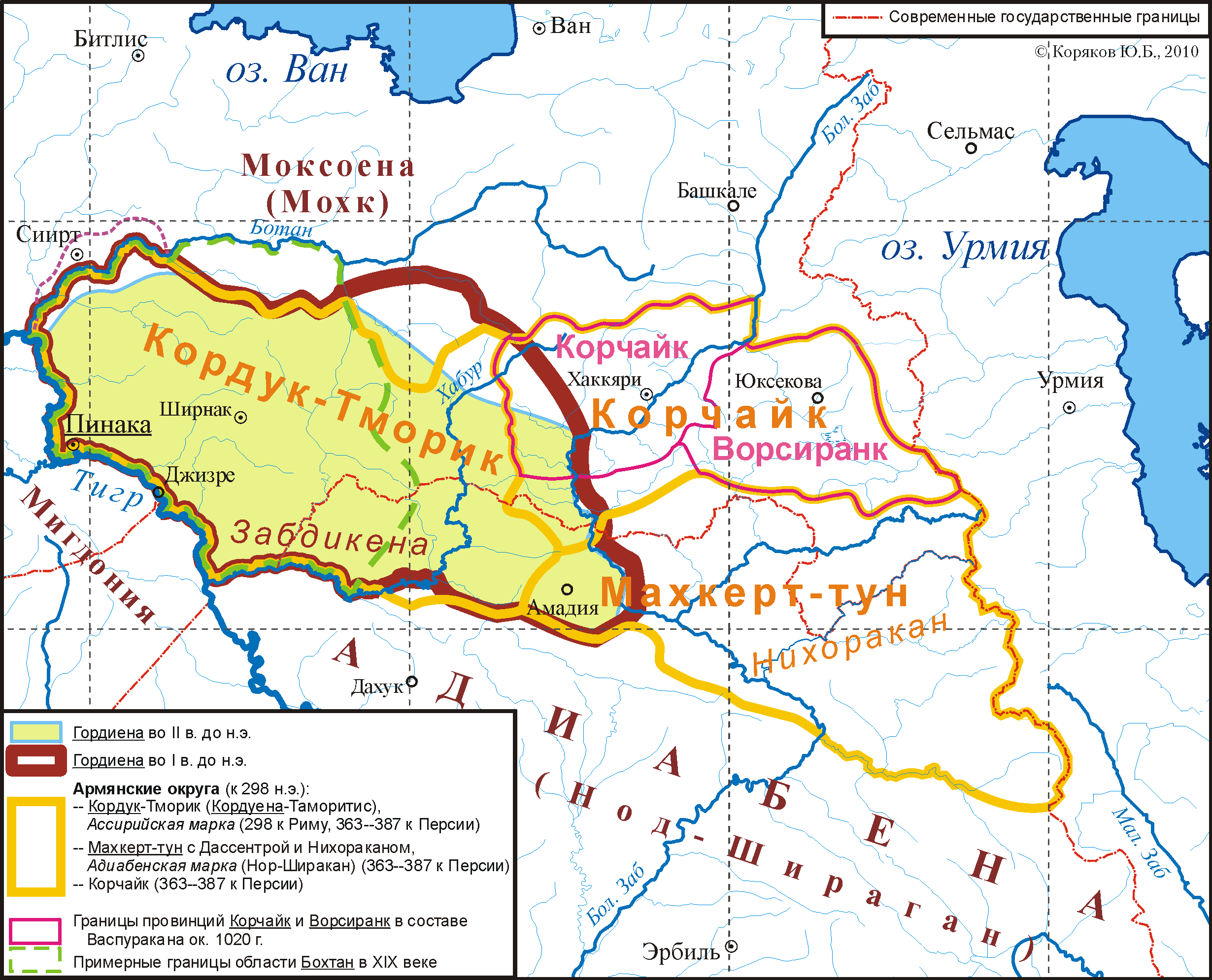
Примерные границы Корчайка и Кордука.

Изначально область занимала области по верхнему течению реки Большой Заб и её притоков и примерно соответствует современной турецкой провинции Хаккяри.  В 1897 году Ф. Андреас выдвинул теорию, согласно которой в области в древности жили куртии и производит название местности от их имени (благодаря трасформации курти—>корти—>корчи; korchayk или korchek, по арм. — корчейцы, т.е. куртии). Эту теорию поддержал в 1877 году К.Патканов, считавший Корчайк родовой областью курдов и Н. Адонц. Г. Хьюбшман и поддержавший его Р. Хьюсен считают версию Ф. Андреаса о происхождении названия области от «Курд-айк»  маловероятной. Согласно иранисту Гарнику Асатряну название области восходит к наименованию воинственного народа куртиев (kyrtii), которые населяли провинцию Корчайк исторической Армении. Со временем название это, перешло к племенам, говорившим на протокурдских диалектах и появившимся на указанной территории позднее
Позднее название «Корчайк» распространилось на более западные области вплоть до реки Тигр и включила области Кордуены. Находилась в составе Великой Армении около 250 лет В царствование в Армении Аршакидов Гордиена-Кордуэна-Корчайк была разделена на 11 гаваров (округов) и управлялась особым военачальником (бдешхом).

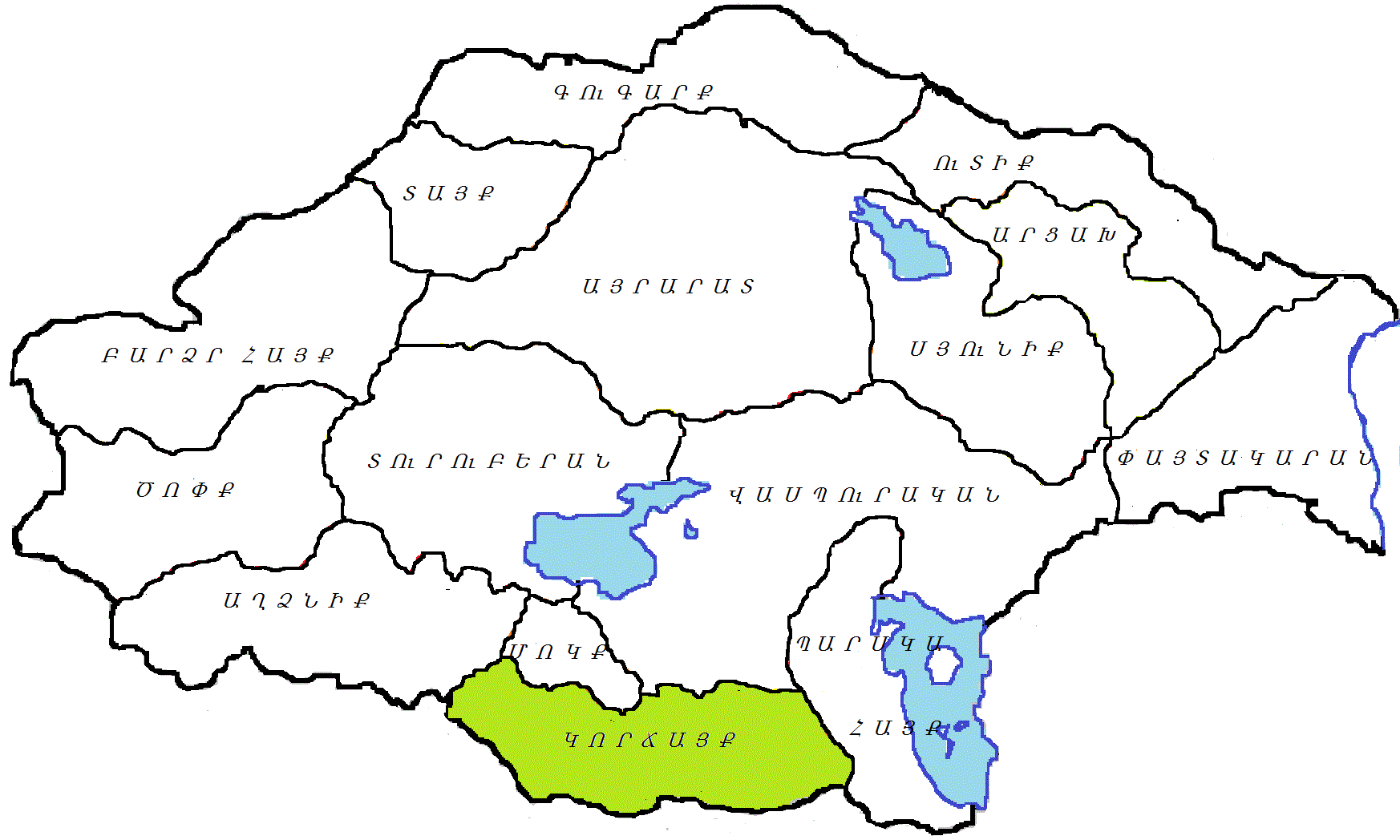
Расположение провинции Корчайк на карте Великой Армении

Площадь Корчайка составляла 14707 км²,.. Армянский географ VII в. Анания Ширакаци описывает провинцию следующим образом:
Корджайк, к востоку от Мокк у Ассирии, имеет 11 областей: 1. Кордук, 2. Кордрик Верхний, 3. Кордрик Средний, 4. Кордрик Нижний, 5. Айтуанк, 6. Айгарс, 7. Мотоганк, 8. Ворсиранк, 9. Каратунис, 10. Чахук, 11. Малый Албак. Производит арсеник, а из плодов шахендак.
Автор VIII века Степанос Сюнеци сообщает о наличии в области диалекта армянского языка.

## История
Ничего не известно о языке и происхождении древних насельников этой области. Видимо к середине I тыс. н. э. её население было арамеизировано, в то же время в ней должны были селиться армяне. Впервые эти районы были завоёваны Арменией во времена Тиграна Великого: их царь Зарбиен был покорён Тиграном в первые годы его правления, но, тяготясь зависимостью, вступил в сношения с римлянами и был казнён армянским царем . После поражения Тиграна область захватил было парфянский царь Фраат III (правил в 70—57 гг. до н. э.), но Помпей послал своего легата Афрания, который без боя отнял область у парфян и вернул её Тиграну, ставшему к тому времени «другом и союзником римского народа» . В 36-37 гг. н. э. эта область была захвачена Адиабеной, полунезависимым царством в составе Парфии. Затем вернулась под власть Армении. В 298—338 гг. была занята римлянами. После раздела Армении в 387 г. область досталась Персии и непосредственно вошла в состав Сасанидской державы, где называлась Кардун.
В VII веке после захвата арабами армянских областей Алдзник и Корчайк, регион стал плацдармом арабов для походов на Армению
В средние века окружающие области были заселены курдами, но в этой горной области преобладали ассирийцы, укрывшиеся здесь после нашествия Тамерлана.